# Nobuteru Nakagawa
Nobuteru Nakagawa (japanisch 中川 敦瑛 Nakagawa Nobuteru; * 15. Mai 2002 in der Präfektur Kanagawa) ist ein japanischer Fußballspieler.

## Karriere
Nobuteru Nakagawa erlernte das Fußballspielen in der Jugend des Yokohama FC sowie in der Universitätsmannschaft der Hōsei-Universität. Seinen ersten Vertrag unterschrieb er im Februar 2025 bei Kashiwa Reysol. Der Verein aus Kashiwa spielt in der ersten Liga, der J1 League. Sein Erstligadebüt gab Nobuteru Nakagawa am 10. Mai 2025 (16. Spieltag) im Heimspiel gegen Fagiano Okayama. Bei dem 2:0-Heimsieg wurde er in der 87. Minute für Yūki Kakita eingewechselt.